# Gossaigaon
Gossaigaon é uma cidade e uma town area committee no distrito de Kokrajhar, no estado indiano de Assam.

## Geografia
Gossaigaon está localizada a 26° 27′ N, 89° 58′ L. Tem uma altitude média de 50 metros (164 pés).

## Demografia
Segundo o censo de 2001, Gossaigaon tinha uma população de 13 267 habitantes. Os indivíduos do sexo masculino constituem 53% da população e os do sexo feminino 47%. Gossaigaon tem uma taxa de literacia de 76%, superior à média nacional de 59,5%: a literacia no sexo masculino é de 82% e no sexo feminino é de 68%. Em Gossaigaon, 13% da população está abaixo dos 6 anos de idade.